# Grzegorz Opolski
Grzegorz Opolski (ur. 3 sierpnia 1950 w Sochaczewie) – polski lekarz, kardiolog, profesor nauk medycznych, nauczyciel akademicki Warszawskiego Uniwersytetu Medycznego.

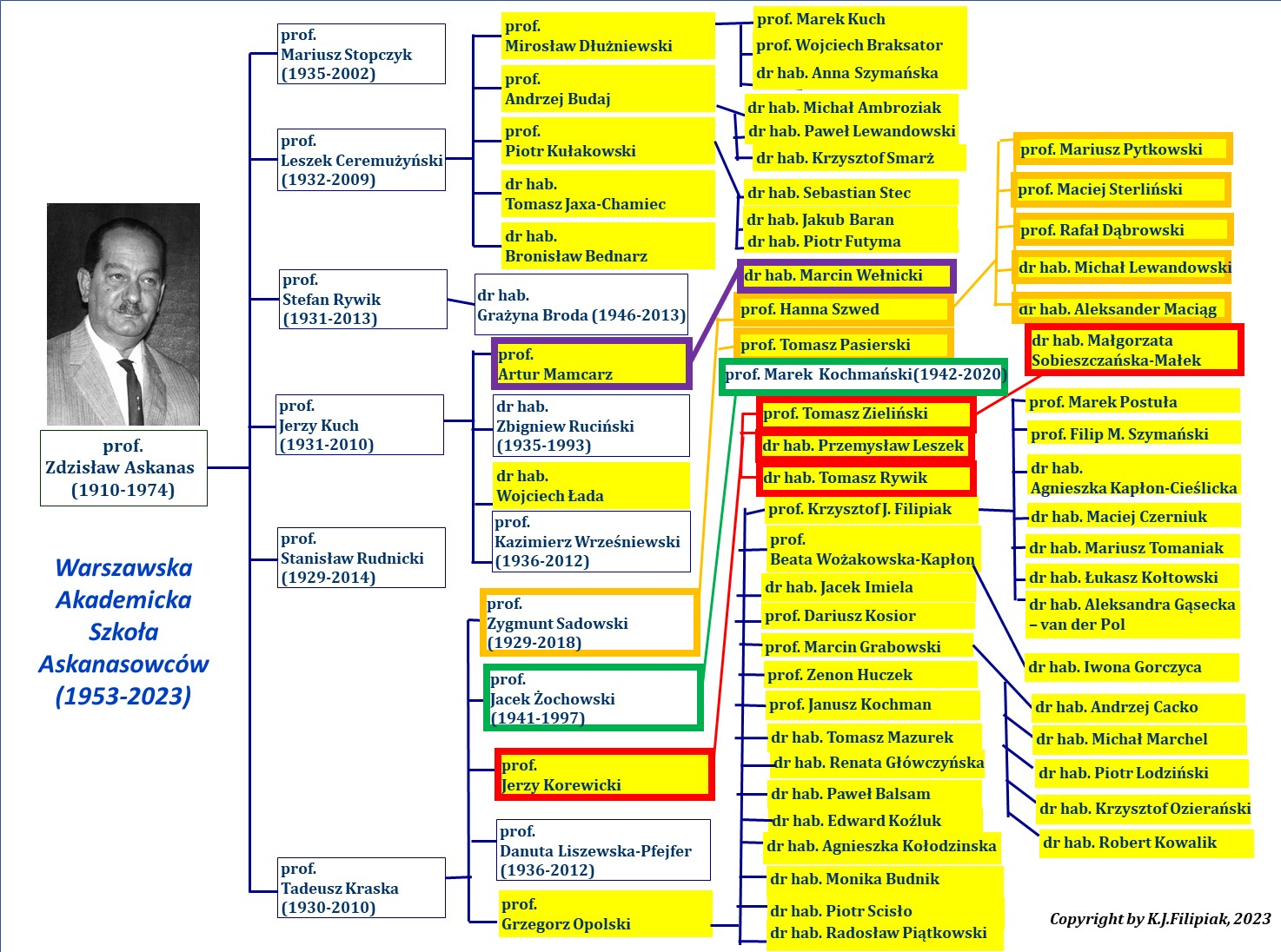
Drzewo genealogiczne przedstawicieli Warszawskiej Akademickiej Szkoły Kardiologii wywodzącej się od prof. Zdzisława Askanasa, do której należy prof. Grzegorz Opolski

## Życiorys
Absolwent Wydziału Lekarskiego Akademii Medycznej w Warszawie (1974). W 1980 uzyskał pod kierunkiem prof. Tadeusza Kraski stopień doktora nauk medycznych. W 1988 został doktorem habilitowanym nauk medycznych. W 1994 otrzymał tytuł profesora nauk medycznych. Był prorektorem Warszawskiego Uniwersytetu Medycznego. Członek korespondent Polskiej Akademii Nauk.
Autor ok. 400 artykułów naukowych, autor lub współautor książek: „Ostre zespoły wieńcowe”, „Leki hamujące układ renina-angiotensyna-aldosteron”, „Migotanie przedsionków”, „Aktualny stan wiedzy na temat statyn”, „Choroby serca i naczyń – poradnik lekarza rodzinnego”, „Cukrzycowe choroby serca. Nowa wiedza – nowe leczenie”, „Postępowanie w powikłaniach sercowo-naczyniowych w raku płuca”, „Kardiologia interwencyjna”.
Został redaktorem naczelnym czasopisma „Kardiologia po Dyplomie” i konsultantem krajowym w dziedzinie kardiologii.
Pod jego kierunkiem stopień naukowy doktora uzyskali m.in. Krzysztof Jerzy Filipiak i Jacek Imiela.